# キッサの戦い
キッサの戦い（キッサのたたかい）は第二次ポエニ戦争初期の戦闘である。紀元前218年秋に、イベリア半島北東部に位置するギリシャ殖民都市であるタラッコ（en、現在のタラゴナ）近郊で発生した。グナエウス・コルネリウス・スキピオ・カルウスが率いるローマ軍が、兵力に劣るハンノ率いるカルタゴ軍に勝利し、ハンニバルが数ヶ月前に占領したばかりのエブロ川以北の土地の支配をローマが取り戻した。イベリア半島でのローマとカルタゴの衝突はこれが最初であった。

## 戦略的状況
サグントゥム包囲戦に勝利したハンニバルは一旦軍を解散し、翌紀元前218年夏に、102,000（ポリュビオスによる。歩兵90,000、騎兵12,000）とも56,000（歩兵46,000、騎兵10,000）ともされる軍を率いてローマへの侵攻を開始した。その夏の間にエブロ川以北のイベリア人の土地を平定し、ガリアに入った。この土地の防衛のために、ハンノに兵11,000を与え、また忠誠心の疑わしい兵10,000を解散して故郷に戻した。

## ローマの準備
ローマ海軍は紀元前219年の第二次イリュリア戦争のために既に220隻の五段櫂船を有していた。執政官（コンスル）ティベリウス・センプロニウス・ロングスは4個軍団（2個ローマ軍団：歩兵8,000および2個同盟国軍団：歩兵16,000、ローマ騎兵600及び同盟国騎兵1,800）を率いて、五段櫂船160隻と共にアフリカに向かうよう命令されていた。もう一人の執政官プブリウス・コルネリウス・スキピオも4個軍団（ローマ歩兵8,000、同盟国歩兵14,000、ローマ騎兵600及び同盟国騎兵1,600）を指揮し、艦船60隻の護衛を受けてイベリア半島に向かうよう命令された。しかしながら北イタリアのガリア人であるボイイ族とインスブル族（en）が反乱を起こしてローマ殖民都市を攻撃したため、プブリウス・スキピオの兵はこの鎮圧に転用され、イベリア遠征用には新たな軍団が編成されることおなった。このためスキピオの出発は遅れた。
ハンニバルがガリア人の土地を通過している間、スキピオは同盟関係にあるギリシャ人殖民都市であるマッシリア（現在のマルセイユ）に上陸した。直ちにローヌ川東岸上流に偵察隊を派遣したが、ここでカルタゴ軍のヌミディア騎兵と遭遇し小競り合いが生じた。ローマ騎兵はヌミディア騎兵を撃退した。偵察隊からの報告を受け、スキピオはハンニバルを追ったが、カルタゴ軍は既にアルプスに向かった後であった。スキピオが到着したとき、カルタゴ軍はすでに3日前に出発していた。スキピオはマッシリアに戻り、その軍を兄のグナエウス・コルネリウス・スキピオ・カルウスに委ね、イベリアに向かうように命令した。スキピオ自身はイタリアに戻り、予想されるハンニバルの侵攻に備えて防御体制を整備した。

## 序幕
ハンニバルの弟のハスドルバル・バルカは、12,650の歩兵と2,500の騎兵、21頭の戦象を有しており、エブロ川以南を防衛していた。またハンニバルはハンノに歩兵10,000と騎兵1,000を与え、新たに占領したエブロ川以北を防衛させていた。このハンノはハンニバルの甥（義兄のハスドルバルの息子）、弟、あるいは血縁関係無しとの説がある。
グナエウス・スキピオは歩兵20,000（2個ローマ軍団および2個同盟国軍段）、騎兵2,200および五段櫂船60隻を有しており、マッシリアを出帆してアンプリアスに上陸した。ギリシャ人殖民都市であるアンプリアスとタラッコはローマ軍の到着を歓迎した。ハスドルバル・バルカはローマの遠征軍の到着の報告を受け、歩兵8,000と騎兵1,000を率いてハンノとの合流を試みた。

## 戦闘
ハンノはローマ軍のイベリア到着に驚愕した。グナエウス・スキピオの到着により、新たに占領した地域のイベリア部族へのカルタゴの支配力が弱まった。ハンノはローマ軍との対決を決意した。ハンノはタラッコの北のキッサと呼ばれる場所まで進みここでローマ軍と戦闘を行った。巧みな機動戦や待ち伏せ等は無く、両軍は正面から激突した。兵力はローマ軍のおよび半分であり、ハンノは兵6,000を失って敗退した。さらに、ローマ軍はカルタゴ軍の野営地を襲撃し、ハンノ自身を含み捕虜2,000を得た。野営地にはハンニバルが残していた全ての荷物もあった。捕虜の中にはイベリア半島の部族の部族長もいた。またローマはキッサの街も攻撃したが、そこには価値のあるようなものは無かった。

## その後
グエナウス・スキピオはエブロ川以北の支配者となった。ハスドルバルの到着は間に合わず、またローマ軍と対決するには兵力が不足しており、軽騎兵や歩兵を使っての襲撃程度がせいぜいであった。これらの部隊が捕虜としたローマの水兵を何人か尋問し、イベリアにおけるローマ海軍の兵力が60隻から35隻に減少したことが分かった。それでもローマ艦隊は、イベリア半島のカルタゴ根拠地に襲撃をかけてきた。イベリアではローマの評判が上がり、逆にカルタゴは苦境に陥った。海軍の士気が弛緩していたため、何人かの士官を罰した後、グエナウス・スキピオとローマ陸軍はテラッコで冬営した。ハスドルバルもエブロ川以南の幾つかの街に守備兵を残し、根拠地のカルト・ハダシュト（現在のカルタヘナ）に引き返した。
もしハンノがこの戦いに何らかの形で勝利していたら、ハンニバルは紀元前217年早期にイベリアからの援軍を手にすることができたであろう。グエナウス・スキピオにとって、この勝利はハンニバルにとってのトレビアの戦いでの勝利と似たものであった。敵地の中に戦闘継続のために基地を確保し、現地部族から食料や兵の提供を受けることが可能となり、またハンニバルとイベリア半島の連絡線を絶つことができた。ハンニバルとは異なり、グエナウス・スキピオは敵地に大軍を送る作戦は実施しなかった。グエナウス・スキピオは足許を固めることに時間を使い、イベリア部族を懐柔し、カルタゴ拠点を襲撃した。これらの活動は、その後のローマ軍のイベリア半島での作戦の基礎を作ることとなった。

### その他文献
- Dodge, Theodore A. (1891). Hannibal. Da Capo Press. ISBN 0-306-81362-9
- Warry, John (1993). Warfare in the Classical World. Salamander Books Ltd. ISBN 1-56619-463-6
- Livius, Titus (1972). The War With Hannibal. Penguin Books. ISBN 0-14-044145-X
- Delbruck, Hans (1990). Warfare in Antiquity, Volume 1. University of Nebraska Press. ISBN 0-8032-9199-X
- Lancel, Serge (1997). Carthage A History. Blackwell Publishers. ISBN 1-57718-103-4

座標: 北緯41度06分57秒 東経1度14分59秒 / 北緯41.1157度 東経1.2496度